# Calcedonia (ciudad)

Mapa con la posición de Bizancio, Calcedón y otras ciudades cercanas al Bósforo.

Calcedón o Calcedonia (en griego antiguo: Χαλκηδών, Καλχηδών) fue una antigua ciudad griega de Bitinia (actualmente en Turquía), situada en la entrada oriental del Ponto Euxino, frente a Bizancio y al sur de Crisópolis (Scútari, la actual Üsküdar). Kadıköy, un distrito de la moderna Estambul, está situado en el emplazamiento de Calcedón, en la prolongación de Üsküdar.

## Situación
Plinio el Viejo estima su distancia a Bizancio, fundada más tarde, en siete estadios (alrededor de 1242 m, Polibio por su parte la fija en 14 estadios (cerca de 2484 m). Su localización, juzgada menos favorable que la de Bizancio, prodigó comentarios de los historiadores griegos. Heródoto relata que:

Y por cierto que el tal Megabazo dejó un recuerdo imperecedero entre los helespontios en razón de cierta observación que hizo, y que fue la siguiente: cuando se encontraba en Bizancio se enteró de que los calcedonios habían colonizado la región diecisiete años antes que los bizantinos; y al tener conocimiento de ello declaró que en aquella época los calcedonios debían estar ciegos, pues de no estarlo, no habrían elegido para establecerse  el emplazamiento menos favorable, cuando tenían a su disposición el más indicado.
Heródoto, Historia IV, 144.

Por ello a Calcedón se la conocía como la ciudad de los ciegos.
Polibio explica también que:

(...) no es fácil navegar hacia Calcedonia... la corriente te lleva de forma ineludible, aunque no quieras hacia Bizancio... los que desde Calcedonia quieren dirigirse a Bizancio no pueden navegar en línea recta a través de la corriente que hay de por medio, sino que deben remontar hasta la Vaca y el lugar llamado Crisópolis, y delante de Crisópolis se abandonan a la corriente, con lo que son llevados automáticamente hasta Bizancio.
Polibio, Historias IV, 44. 1-5.

En el territorio de Calcedón se hallaba una fuente llamada Azaritia, donde se criaban pequeños cocodrilos. También se hallaban en sus inmediaciones el asentamiento de Crisópolis y el llamado Santuario Calcedonio, situado en el lugar llamado Anadolu Kavağı. Este santuario, dedicado a Zeus y a los doce dioses, llegó a ser comprado por Bizancio debido a su importancia estratégica y ocupado por Prusias I de Bitinia en el 220 a. C. durante el enfrentamiento que tuvo con Bizancio. Según la mitología griega, allí llegó Jasón en el regreso de su viaje a la Cólquide y ofreció un sacrificio a los doce dioses. Por otra parte, el templo de Apolo era el más antiguo de la ciudad.
El barrio de Estambul que tiene por nombre Kadıköy ocupa el emplazamiento de Calcedón.

## Historia
Fue fundada en 685 a. C. como colonia de Megara. Plinio el Viejo menciona que antes de llamarse Calcedón había tenido los nombres de Proceraste y de Colpusa. La ciudad fue tomada por el sátrapa Ótanes, después de la expedición del rey persa Darío I contra los escitas. Una vez dominada la revuelta jónica, hacia 493 a. C., una flota fenicia aliada de los persas atacó Calcedón y los calcedonios tuvieron que abandonar su territorio y establecerse en Mesembria. De Calcedón partía el puente de barcas construido al principio de las guerras médicas para invadir Grecia.
Durante la guerra del Peloponeso, acogió a Lámaco, uno de los tres estrategos enviados al Helesponto a percibir el tributo de la Liga de Delos. Sin embargo, la polis cambió de bando, y acogió a un harmosta y a una guarnición espartanos. Alcibíades la sometió a asedio en 410 a. C., y derrotó al sátrapa Farnabazo II que acudió a defenderla. Años más tarde, con la llegada de Lisandro, Calcedón y su vecina Bizancio fueron ocupadas por los espartanos.
En el 389 a. C. tras una campaña del general Trasíbulo, volvió a ser controlada por Atenas pero Antálcidas la recuperó para los espartanos en 387 a. C.
En el año 315 a. C. fue asediada por Cipetes I de Bitinia, pero Antígono I Monoftalmos envió tropas que hicieron levantar el asedio.
Después de la batalla de Curupedión donde murió Lisímaco de Tracia, varias ciudades entre las que se encontraban Bizancio, Calcedón y Heraclea del Ponto se declararon independientes en 280/79 a. C. y forjaron una alianza conocida como Liga del Norte y entraron en conflicto con el rey seleúcida Antíoco I Sóter. Durante el siglo III a. C. se emiten monedas conjuntas de Bizancio y Calcedón que atestiguan la alianza de estas dos ciudades.
A fines del siglo III a. C. fue una de las ciudades tomadas por Filipo V de Macedonia, al igual que Cío y Lisimaquia. Años después, los calcedonios participaron con cuatro naves como aliados de los romanos en la tercera guerra macedónica.
En algún momento del siglo II a. C. pasó a formar parte del reino de Bitinia, hasta que, como el resto del territorio del reino, fue legado por Nicomedes IV de Bitinia a Roma en 74 a. C. e inmediatamente sufrió la invasión de Mitrídates VI, rey del Ponto, pero toda la región de Bitinia fue reconquistada por Lucio Licinio Lúculo. De nuevo en el seno del Imperio romano, llegó a ser una ciudad libre.
A mediados del siglo III, en la época del emperador Valeriano, sufrió un saqueo por parte de los escitas. En el año 324 el emperador Licinio se trasladó desde Bizancio a Calcedón y nombró a Martiniano coemperador. Ambos combatieron frente a las tropas de Constantino cerca de Calcedón y, cuando fueron derrotados, los calcedonios acogieron a Constantino. Años más tarde, hacia el 365, en tiempos del emperador Valente, Calcedón proporcionó ayuda al usurpador Procopio y fue por ello castigada destruyendo parte de sus fortificaciones para edificar unas termas en Constantinopla.
En Calcedonia se celebró el cuarto concilio ecuménico de los cristianos en 451, el Concilio de Calcedonia. Fue sede de un obispado.
Cosroes II, rey de los sasánidas, asedió la población en 602 y la tomó para vengar la muerte de su amigo, el emperador bizantino, Mauricio. Seguidamente amenazó directamente a Constantinopla, gobernada por Focas. La ciudad retornó al Imperio bizantino el año siguiente, antes de ser una vez más sometida a sitio (aunque no fue capturada) por los sasánidas en 617 y 626; más tarde por mar por los árabes, en 678 y 718.
En el sigo IX, los eslavos se establecieron en la región, rápidamente helenizados. La I y II cruzadas la atravesaron en 1098 y 1148, y saquearon, aunque solo en territorio cristiano. En 1204, la IV Cruzada se apoderó del corazón del Imperio y de Calcedón: las persecuciones se abatieron sobre los habitantes cristianos, pero no los católicos, sino los ortodoxos, puesto que los cruzados profesaban la fe católica. Muchos calcedonios marcharon al exilio, afincándose en  Nicea. En 1261, Calcedón fue reconquistada por los griegos del Imperio de Nicea, aunque en 1326 cayó definitivamente en manos de los turcos otomanos y se le cambió el nombre por el de Kadıköy (la "ciudad del juez"). Mantuvo, sin embargo, una opulenta mayoría griega (y más tarde burguesa hasta 1923), cuando a raíz de los intercambios consecutivos de población del Tratado de Lausana, se tradujo en la partida de los griegos hacia el norte de Grecia, y su reemplazo por turcos. En la actualidad es un barrio residencial de Estambul.